# Un miracle sous l'inquisition
Un miracle sous l'inquisition, venut als Estats Units com a A Miracle Under the Inquisition i a Gran Bretanya com a A Miracle of the Inquisition, és un curtmetratge mut francès de 1904 de Georges Méliès. Va ser venut per la Star Film Company de Méliès i està numerat del 558 al 559 als seus catàlegs.

## Sinopsi
Sota la inquisició, una dona és enviada a la cambra de tortura on el botxí l'ha de cremar. Executa la sentència, però es produeix un miracle: un àngel ressuscita la jove i crema el botxí.

## Producció
Méliès apareix a la pel·lícula com a botxí, amb una mademoiselle Bodson com a dona acusada. El seu vestit distintiu, amb els seus quatre grans quadrats brodats amb figures d'animals, va ser reutilitzat per a les pel·lícules posteriors de Méliès La Fée Carabosse ou le Poignard fatal i La Bonne Bergère et la Méchante Princesse. Els efectes especials del miracle es porten a terme amb pirotècnia, escamoteigs i fosa.